# Famille Kap-herr
La famille Kap-Herr est une famille de l'aristocratie allemande originaire de Dresde,.

## Histoire
Très présente à Dresde jusqu'en 1945 où elle fit édifier, en 1872, le palais Kap-herr (de), œuvre de l'architecte Bernhard Schreiber (de), de la célèbre école Gottfried Semper. Considérée alors comme l'une des plus somptueuses demeures privées de Dresde, le palais fut détruit lors du bombardement de février 1945, comme la quasi-totalité des merveilles architecturales de la ville.[réf. nécessaire]
Les deux fils ainés d'Hermann von Kap-Herr, baron de Kap-Herr (en allemand : Freiherr von Kap-herr), résidaient à proximité immédiate, aux châteaux de Lockwitz et de Prohlis (de), où ils entreprirent d'importants travaux de restauration et d'agrandissement. Une rue de Lockwitz porte le nom de la famille ("Kap-herr weg").
Les tableaux de famille, confisqués par les communistes en 1945, sont conservés à la galerie Neue Meister de Dresde (œuvres de Julius Scholtz (de))
Le château de Prohlis (de), confisqué en 1945, a été détruit dans les années 1980 par le régime de RDA, pour faire place à des barres HLM.
Le château de Lockwitz, également confisqué en 1945, a été transformé en école d'architecture, ce qui lui a permis d'échapper à la destruction,.
Le Mausolée Kap-Herr, situé à Lockwitz et où reposaient les dépouilles mortelles des membres de la famille, a été pillé et vandalisé à maintes reprises après 1945. Par miracle, il est encore debout aujourd'hui (mais en très piteux état).